# Günther Kaunzinger
Günther Kaunzinger (* 10. April 1938 in Sulzbach) ist ein deutscher Organist und Pianist.

## Werdegang
Günther Kaunzinger studierte Orgel, Klavier, Dirigieren und Komposition in Nürnberg und Frankfurt am Main; dort war er auch als Korrepetitor an der Oper Frankfurt tätig. Von 1968 bis 1974 unternahm er Orgelstudien in Paris bei Marie-Claire Alain, Maurice Duruflé und Jean Guillou. Parallel dazu entwickelte sich sein Ruf als Interpret vornehmlich der französischen Romantik und als virtuoser Improvisator.

## Berufliche und musikalische Aktivitäten
1974 wurde er auf den Lehrstuhl Orgel der Hochschule für Musik Würzburg berufen und zum Leiter der Abteilung Kirchenmusik ernannt. Bis 1976 leitete er auch eine Klavierklasse. Im selben Jahr fanden die Berufungen als Head of the Organ Department an die Catholic University of America und Artist in Residence an den National Shrine statt, beide in Washington, D.C., USA. Auch nach der Rückkehr an die Hochschule für Musik Würzburg 1978 führte er seine internationale Konzerttätigkeit weiter und spielte mehr als 50 CDs ein. Als Lehrer ist Kaunzinger weltweit tätig; die von ihm gegründeten Memminger Meisterkurse für Orgelinterpretation pflegen ein variables Literaturspektrum mit Schwerpunkt auf französischer Romantik.

## Orgelplanung
Die Dispositionen von Orgelneubauten, die er betreut hat, sind inspiriert von der Tradition Aristide Cavaillé-Colls.
- Hausorgel in „Capriccio“ Gerd Mayer, 34/III/P
- 1989: Stiftsbasilika Waldsassen, Georg Jann, 103/VI/P
- 1994: Helmstadt, St. Martin, Georg Jann, 34/III/P[4]
- 1998: Hochschule für Musik Würzburg, Rieger Orgelbau, 43/III/P
- 1999: Gotteszell, Thomas Jann, 45/III/P
- 2002: Sulzbach, St. Marien, Rieger Orgelbau, 44/III/P

## Hausorgel
Die Hausorgel von Günther Kaunzinger wurde 1984 von der Firma Gerd Mayer nach Plänen des Musikers erbaut. Das Instrument hat mechanische Schleifladen.
| I Grand-Orgue      |     |
| Bourdon            | 16′ |
| Montre             | 08′ |
| Bourdon à cheminée | 08′ |
| Flûte              | 04′ |
| Fourniture         | 02′ |
| Dulcian            | 16′ |
| Trompette          | 08′ |
| Clairon            | 04′ |
| Tremblant          |     |

| II Positif expressif |       |
| Flûte à capriccio    | 8′    |
| Prestant             | 4′    |
| Doublette            | 2′    |
| Larigot              | 1 ⁄3′ |
| Sesquialtera         |       |
| Cromorne             | 8′    |
| Tremblant            |       |

| III Récit expressif |       |
| Flûte creuse        | 08′   |
| Gambe               | 08′   |
| Voix céleste        | 08′   |
| Flûte à pavillon    | 04′   |
| Cor de chamois      | 02′   |
| Nazard              | 2 ⁄3′ |
| Plein jeu           | 1 ⁄3′ |
| Dulcian             | 16′   |
| Hautbois            | 08′   |
| Trompette           | 08′   |
| Clairon             | 04′   |
| Tremblant           |       |

| Pédale    |     |
| Flûte     | 16′ |
| Soubasse  | 16′ |
| Montre    | 08′ |
| Bourdon   | 08′ |
| Flûte     | 04′ |
| Bombarde  | 16′ |
| Basson    | 16′ |
| Trompette | 08′ |
| Clairon   | 04′ |

- Neun Koppeln, vier Setzerkombinationen, Zungen- und Mixturenabsteller

## Auszeichnungen und Ehrungen
- 1966: 3. Preis beim ARD-Wettbewerb
- 1980, 1982, 1988: Deutscher Schallplattenpreis, darunter Gesamteinspielungen der Orgelwerke von César Franck und Louis Vierne
- 1988: Kulturpreis der Stadt Sulzbach-Rosenberg
- 2001: Verleihung des Verdienstordens am Bande der Bundesrepublik Deutschland

## Noteneditionen und Schriften
- César Franck, Das Orgelwerk: Wiener Urtext Edition, 5 Bände, UT 150140-150144
- Julius Reubke, Orgelwerke: Wiener Urtext Edition, UT 50243, ISBN 978-3-85055-605-7
- Günther Kaunzinger: Die Orgeln der Stiftsbasilika Waldsassen. Kunstverlag Peda, Passau 1989, ISBN 3-927296-12-0